# Chen Jingwen
Chen Jingwen, född 4 februari 1990, är en friidrottare från Kina. Han deltog vid olympiska sommarspelen 2008.